# Прасувальна дошка

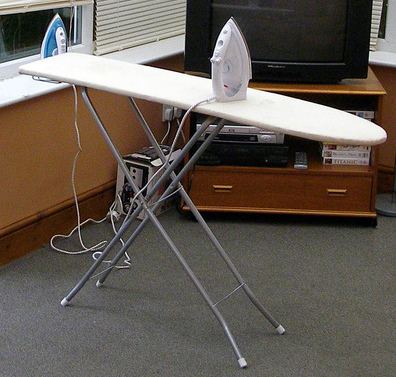
Складана прасувальна дошка.

Прасувальна дошка — портативний, складаний стіл який має робочу поверхню та може мати місце під праску з жароміцною поверхнею (алюмінієва накладка під якою вкладений азбест, наприклад. Зараз мабуть з азбестом вже не випускають), функціонально пристосований для прасування одягу праскою.
Зазвичай, має робочу поверхню довжиною 1100—1250 мм і шириною 300—450 мм. Може комплектуватися підставкою для праски, утримувачем шнура, розеткою, пристосуванням для прасування рукавів, полицею для білизни, штангою для вішалок тощо.
Робоча поверхня виготовляється з металу, фанери, ДСП, інших дерев'яних матеріалів, із закріпленим на них жорстким ватином, облицьовується оббивною гігроскопічною тканиною. Складані (трансформовані) підстави зазвичай металеві із захисним покриттям (полімерним або пофарбованим).
Прасувальні дошки також можуть бути налаштовувані по висоті:
- З фіксованими положеннями
  - Для прасування людиною що стоїть
    - Високого зросту
    - Середнього зросту
    - Низького зросту

  - Для прасування сидячи
- З плавним регулюванням висоти

## Види прасувальних дощок
Прасувальні дошки бувають:
- Портативні переносні, що складаються;
- Відкидні, стаціонарно закріплені одним кінцем до стіни;
- Висувні (або з іншим механізмом трансформації), вбудовані в меблі (наприклад, в кухонну шафу-стіл);
- Прасувальні дошки об'єднані з тумбою для білизни, які є її кришкою (у тому числі і складаною);
- Прасувальні дошки об'єднані з шафою для білизни, у вигляді відкидної кришки, прикріпленої до бічної стінки шафи;
- Переносні прасувальні дошки, що трансформуються в драбини.[джерело?]